# Daryl Hall & John Oates (album)
Daryl Hall & John Oates è il quarto album del duo Hall & Oates, pubblicato nel 1975. Contiene la prima grande hit del duo, il singolo "Sara Smile" che raggiunse posizione numero quattro nella classifica di Billboard.
Nel 2000 venne ristampato in CD dalla Buddah Records, con due brani inediti inclusi.

## Tracce
1. Camellia (John Oates) - 2:48
2. Sara Smile (Oates) - 3:07
3. Alone Too Long (Oates) - 3:21
4. Out of Me, Out of You (Daryl Hall, Oates) - 3:28
5. Nothing at All Hall, Oates) - 4:24
6. Gino (The Manager) Hall, Oates) - 4:10
7. (You Know) It Doesn't Matter Anymore Hall, Oates) - 3:07
8. Ennui on the Mountain Hall, Oates) - 3:15
9. Grounds for Separation (Hall) -  4:12
10. Soldering (Ewart Beckford, Alvin Ranglin) - 3:24

### bonus track ristampa in CD
1. What's Important to Me (demo) (Hall) - 3:46
2. Ice (demo) (Oates) - 2:57

## Formazione
- Daryl Hall - voce, cori, pianoforte, Fender Rhodes
- John Oates - voce, cori, chitarre
- Ed Greene - batteria
- Clarence McDonald - tastiera
- Scott Edwards - basso
- Mike Baird - batteria
- Christopher Bond - sintetizzatore, cori, chitarra, organo Hammond
- Leland Sklar - basso
- Jim Gordon - batteria
- Gary Coleman - percussioni
- Sandy Allen - cori

Produzione
- Daryl Hall, John Oates, Christopher Bond - produzione
- Barry Rudolph, Armin Steiner - suono
- Dennis Ferrante - editing, missaggio
- Elliott Federman - mastering